# HV Westland
Hockeyvereniging Westland is een Nederlandse hockeyvereniging uit Naaldwijk, gemeente Westland.
In het seizoen 2019/20 kwamen het eerste heren- en damesteam respectievelijk uit in de Tweede- en de Eerste klasse.
Tijdens het WK hockey 2014 in Den Haag fungeerde de club als trainingslocatie voor de nationale ploegen van Spanje (mannen) en Argentinië (mannen en vrouwen).